# Неспелем
Неспелем (на английски: Nespelem) е северноамериканско индианско племе, близкородствено със сенпойл, с които говорят един диалект на езика Оканоган – Колвил на клона Вътрешни салиши на Салишкото езиково семейство. Живеят в 7 села в областта на езерото Бъфало и на река Колумбия в щата Вашингтон, Съединени американски щати. През 1872 г. племето е заселено в резервата Колвил, където днес потомците им са част от федерално признатото обединение Конфедеративни племена на резервата Колвил.

## Име
Оканоган ги наричат „Нспилм“. Друг вариант на името е „Ниспилим“.

## Култура
Културно, социално и политически са подобни на другите салишки народи в средната част на река Колумбия. Живеят в традиционните за региона землянки (pit house), в неголеми села ръководени от вожд, който наследява поста си по бащина линия. Типичното за Платото зимно село е постоянна и ефективна политическа единица. Хората редовно се движат между зимното село и сезонните лагери за лов, риболов и събирането на корени камас. Основна храна е рибата, допълвана с корени камас, горски плодове и дивеч. Основното животно, което ловуват е елена. В селото има още менструална къща за жените и колиба за потене. При лов и пътуване използват временни колиби от пръти покрити с рогозки от папур или кожени типита. Традиционното облекло варира според сезона. През лятото мъжете ходят почти голи, само по набедреник или парче кора над слабините. Жените носят рокля тип пончо. През зимата мъжете обличат допълнително риза, гамаши, а на краката си обуват сандали от дървесно лико или кожени мокасини. И двата пола използват също кожени шапки и наметала. По-късно възприемат прерийният стил на обличане. Украшенията от пера типични за равнините също започват да се използват.
Религиозните им вярвания са центрирани около индивидуалното взаимодействие с духовете-помощници. По време на пубертета момчетата и много от момичетата трябва да се сдобият с дух-помощник, преминавайки през ритуала за Търсене на видение. Според вярванията им всичко в природата притежава по-голяма или по-малка духовна сила.